# 汉口汇丰银行大楼
汉口滙豐银行大楼是香港上海滙豐银行在中国汉口建造的分行大楼，现位于武汉市江岸区沿江大道143－144号。

## 历史
汉口分行开设于1866年，在时间上仅晚于香港和上海，曾经长期是该行最重要的分行之一。这个分行选址在汉口英租界江滩的华昌街（青岛路）下首，隔路后来建起了花旗银行大楼。19世纪初建时，是一幢殖民地式样的2层楼房。1913年拆除重建，到1920年竣工，成为一座豪华的4层大楼，是武汉三镇最典型的一座古典主义风格的建筑，内部装修也最为精致华贵。沿江的正立面为三段式构图，造型严谨对称，麻石外墙一直到顶，正面柱廊的10根大柱采用爱奥尼柱式，建筑面积10244平方米，占地3591平方米。
1999年，该楼由光大银行武汉分行整修后入驻，并被列为湖北省文物保护单位。

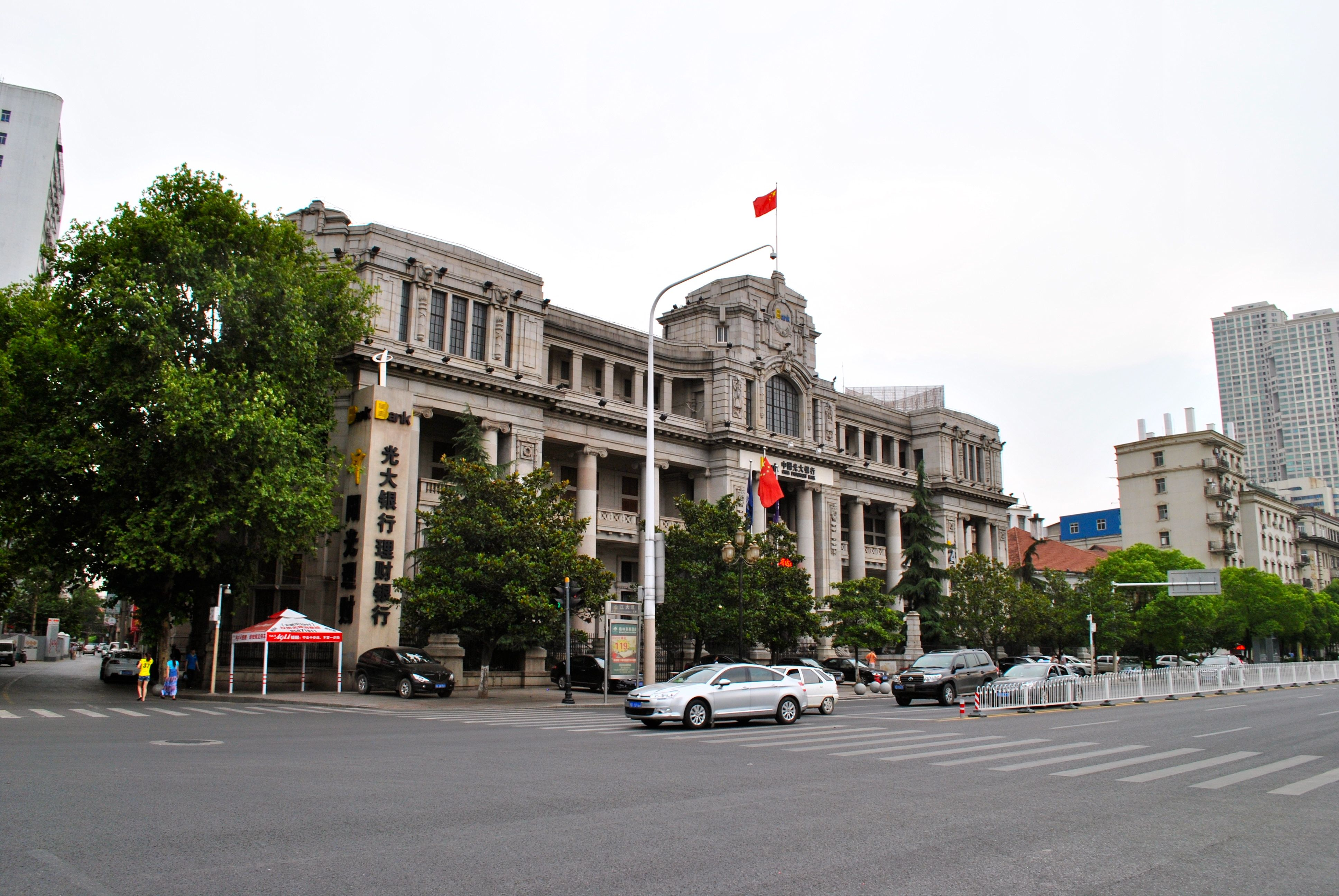
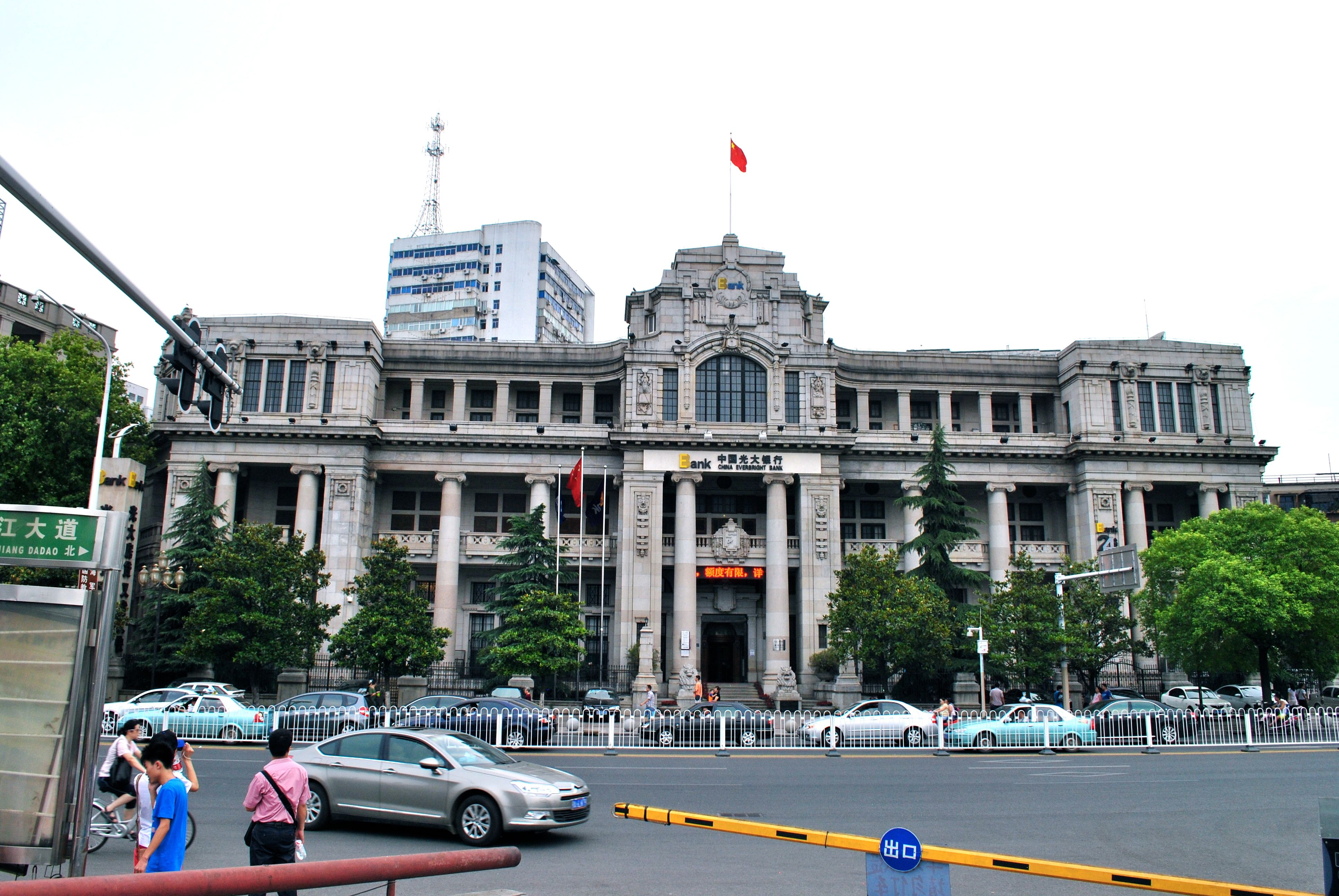
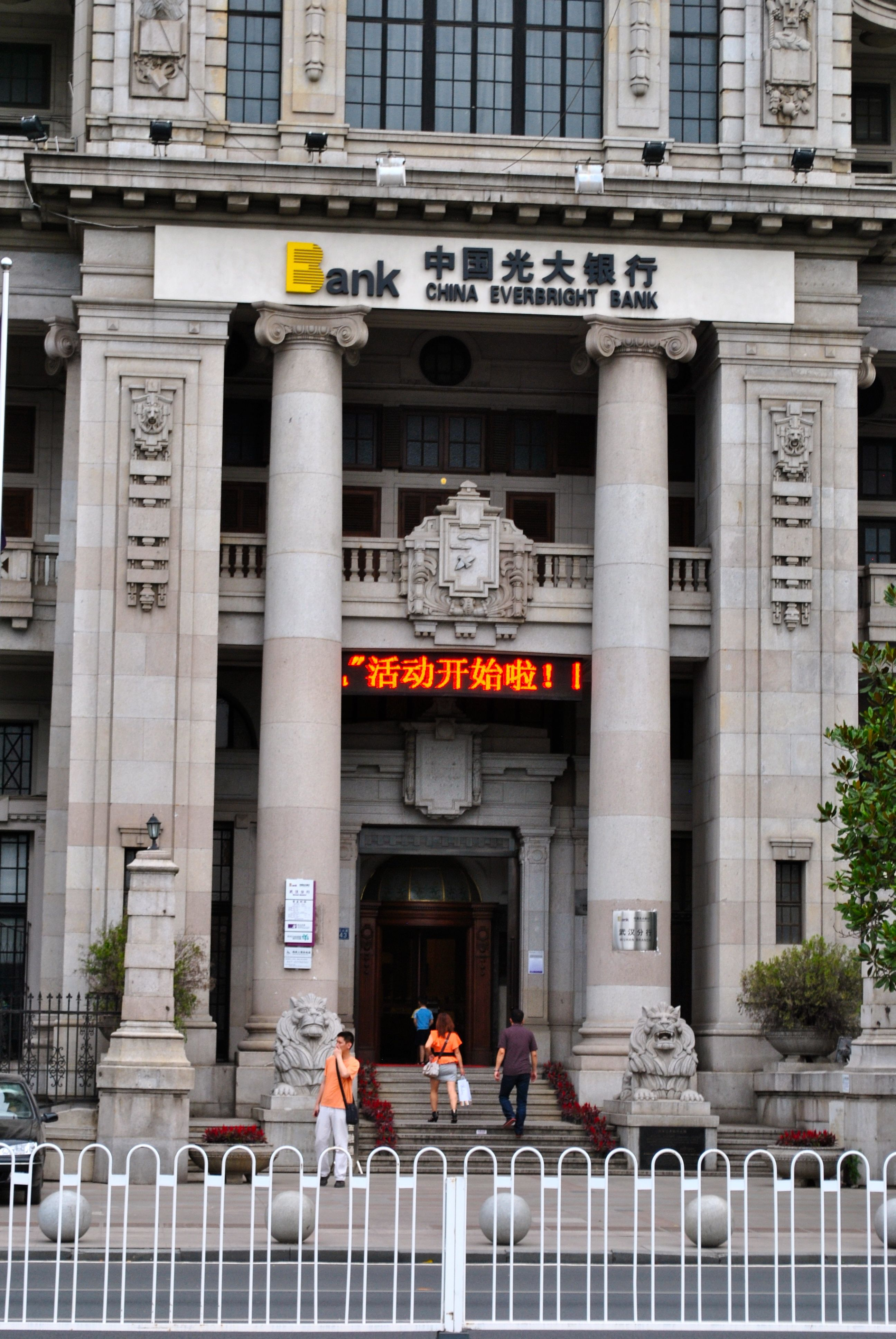
大门